# Rúcula com tomate seco
Rúcula Com Tomate Seco es un filme brasileño de comedia romántica, dirigido por Arthur Vinciprova. Protagonizado por Juliana Paiva, Arthur Vinciprova, Gisele Fróes y Daniel Dantas.

## Sinopsis
Después de estar separados por un tiempo, Pablo y Suzana se reúnen en un motel.  Hablan y cuestionan las razones que llevaron a la ruptura.

## Elenco
| Actor               | Personaje          |
| ------------------- | ------------------ |
| Juliana Paiva       | Susana             |
| Arthur Vinciprova   | Pablo              |
| Gisele Fróes        | Vera               |
| Daniel Dantas       | Dr. Marcos Antônio |
| Camila Amado        | Dona Célia         |
| Rafael Zulu         | Tico               |
| Lucas Lucco         | Thomas             |
| Patrícia Guido      | Estela             |
| Thiago Porteiro     | Cenoura            |
| Mônica Izidoro      | Mulher no Motel    |
| Edgar Ziler Freitas | Homem no Motel     |
| Luciene Martes      | Bibliotecária      |

- Datos: Q51882761